# Mina Klabin Warchavchik
Mina Klabin Warchavchik (São Paulo 3 de octubre de 1896 - São Paulo, 14 de febrero de 1969) fue una cantante y paisajista brasileña, pionera en el paisajismo moderno en Brasil.

## Biografía
Descendiente de inmigrantes lituanos de origen judío, era nieta de Leon Klabin y de Chaia Sarah Papert. Hija mayor del empresario Maurício Freeman Klabin y de Bertha Obstand, era hermana de Luisa Klabin y de Jenny Klabin Segall y prima de Horace Lafer, Eva Klabin y de Ema Gordon Klabin. Mina se casó con el arquitecto Gregori Warchavchik en 1927, a la edad de 30 años. Gregori nació el 2 de abril de 1896, en Odessa, Ucrania, y juntos tuvieron dos hijos: Mauris Klabin Warchavchik y Anna Sonia Klabin Warchavchik.

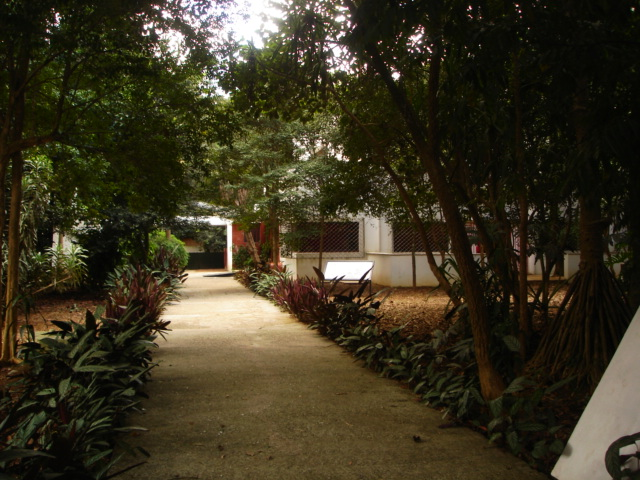
Casa modernista de Gregori Warchavchik con jardín diseñado por Mina Klabin Warchavchik.

Mina Klabin siempre estuvo involucrada con proyectos artísticos, ya sea en la música o en la arquitectura. La orquesta del Teatro Municipal de São Paulo pasó a desarrollarse a partir de 1930 por medio de la Sociedad Sinfónica de São Paulo, por iniciativa de un grupo de personas, entre ellas estaban Olivia Guedes Penteado y Mina Klabin Warchavchik.
En el paisajismo, Mina fue conocida por haber sido la pionera en los jardines tropicales en Brasil y pionera de la nueva corriente, denominada de paisajismo moderno.
A finales de la década de 1920, Mina además de colaborar proyectando el paisajismo del jardín de la Casa Modernista de la calle Santa Cruz, ubicada en el distrito de Vila Mariana, en São Paulo, también ayudó a financiar la construcción de dicha obra. El proyecto de Gregori Warchavchik, que es considerada la primera residencia modernista de Brasil, es catalogada por el poder público estatal por su importancia histórica, artística y arquitectónica.